# Gil Gerard
Gilbert C. Gil Gerard (Little Rock, 23 de enero de 1943) es un actor estadounidense, más notable por su papel como el capitán William «Buck» Rogers en la serie de televisión Buck Rogers en el siglo XXV (de 1979 a 1981).

## Primeros años
Gerard nació en Little Rock (Arkansas); su madre era instructora de la universidad y su padre, comerciante. Mientras asistía a la secundaria Little Rock Catholic High School for Boys, participó en obras de teatro. En su adolescencia trabajó en los supermercados Kroger. En 1960 asistió al Maryknoll Seminary, en Glen Ellyn (Illinois), y desempeñó el papel protagonista en una producción de The Music Man. Asistió a la Universidad de Central Arkansas, pero se retiró antes de graduarse.

## Carrera
Gerard consiguió un trabajo como químico industrial, y en pocos años se convirtió en gerente regional de una gran empresa química encabezada por el gobernador Winthrop Rockefeller. Los empleadores de Gerard le comentaron que lo nombrarían vicepresidente de la empresa si él conseguía un posgrado de máster, entonces en vez de comunicar que no tenía título universitario, prefirió renunciar.
A continuación, se mudó a Nueva York donde de día estudió teatro y de noche manejaba un taxi. En una ocasión, Gerard llevó a un pasajero que se mostró vivamente interesado en los problemas de los actores desconocidos y desempleados. Antes de abandonar el taxi, le dijo a Gerard que se presentara en unos días en el estudio donde se estaba filmando la película Love Story, que se estaba filmando en locaciones de Nueva York. Gerard se presentó y fue contratado como extra. Más tarde ese mismo día, fue elegido para un pequeño papel, pero sus escenas terminaron cortadas en la sala de montaje.
En los siguientes años, hizo unos 400 anuncios de televisión, incluyendo un período como portavoz de la Ford Motor Company. Después de pequeños papeles en la película de temática gay Some of my best friends are... (‘Algunos de mis mejores amigos son...’, de 1971), y el thriller Man on a swing (1974), Gerard obtuvo un destacado papel en la telenovela diurna The doctors durante dos años. Gerard también formó su propia compañía de producción, en colaboración con un escritor-productor, y coescribió un guion llamado Hooch (1977) y lo filmó como un vehículo de lucimiento para sí mismo. Con Hooch terminado, fue convocado a California para coprotagonizar con Yvette Mimieux la película Ransom for Alice!, y representar al juvenil amante de Lee Grant en la película Aeropuerto 77, de Universal. Un papel como artista invitado en La familia Ingalls impresionó al productor y estrella de cine Michael Landon, quien lo invitó a protagonizar la película para televisión Killing stone (1978).
En 1979, Gerard consiguió su papel más conocido, como el capitán William Buck Rogers en la serie de televisión Buck Rogers en el siglo XXV que se desarrolló entre 1979 y 1981. El episodio piloto se estrenó como un largometraje en los cines unos meses antes de la transmisión de la serie.
Después de esto, apareció en una serie de otros programas de televisión y películas, incluyendo papeles protagónicos en la serie de corta vida Sidekicks (1986) y E.A.R.T.H. Force (1990).
En 1992, Gerard presentó la serie de telerrealidad Código 3, que seguía a los bomberos de las diferentes áreas del país cuando respondían a las llamadas de emergencia. El programa tuvo dos temporadas en la Fox. En el resto de los años noventa, Gerard hizo apariciones especiales en varios programas de televisión, incluyendo
Fish Police,
Brotherly Love,
The Big Easy,
Days of our lives y
Pacific Blue.
En octubre de 2005, Gil Gerard apareció en el programa Action Hero Makeover (cambio de imagen del héroe de acción) en el canal Discovery Health Channel, que documentó su año de progreso después de someterse a una minicirugía de bypass gástrico (que le salvó la vida). De acuerdo con el programa, Gerard estuvo luchando con su peso durante 40 años, perdiendo peso solo para recuperarlo en poco tiempo. En el momento de la producción del programa, su peso había aumentado a unos 160 kg (350 libras aprox), y tenía varios problemas de salud potencialmente mortales, como una grave diabetes mellitus (etapa 2).
En los cinco días posteriores a la cirugía bajó 9 kg (20 libras), en tres meses bajó 36 kg (80 libras), y en diez meses bajó un total de 66 kg (145 libras).
Gerard y su coestrella en Buck Rogers Erin Gray se reunieron en 2007 para la película de televisión Nuclear hurricane y en 2009 también volvieron al universo Buck Rogers representando a los padres de los personajes en el episodio piloto de la serie de videos de Internet Buck Rogers begins (‘comienza Buck Rogers’), de James Cawley.

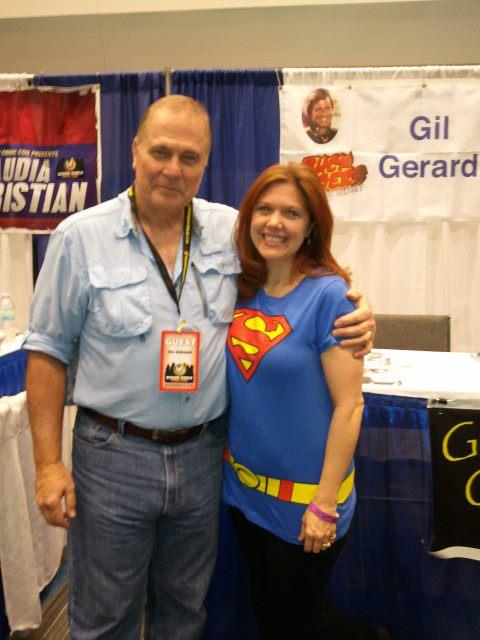
Gil Gerard con una fan en la Mid Ohio Comic Con, en Columbus (Ohio), 22 de octubre de 2011.